# Bituminaria
Bituminaria là một chi nhỏ thuộc họ Fabaceae.

## Hình ảnh

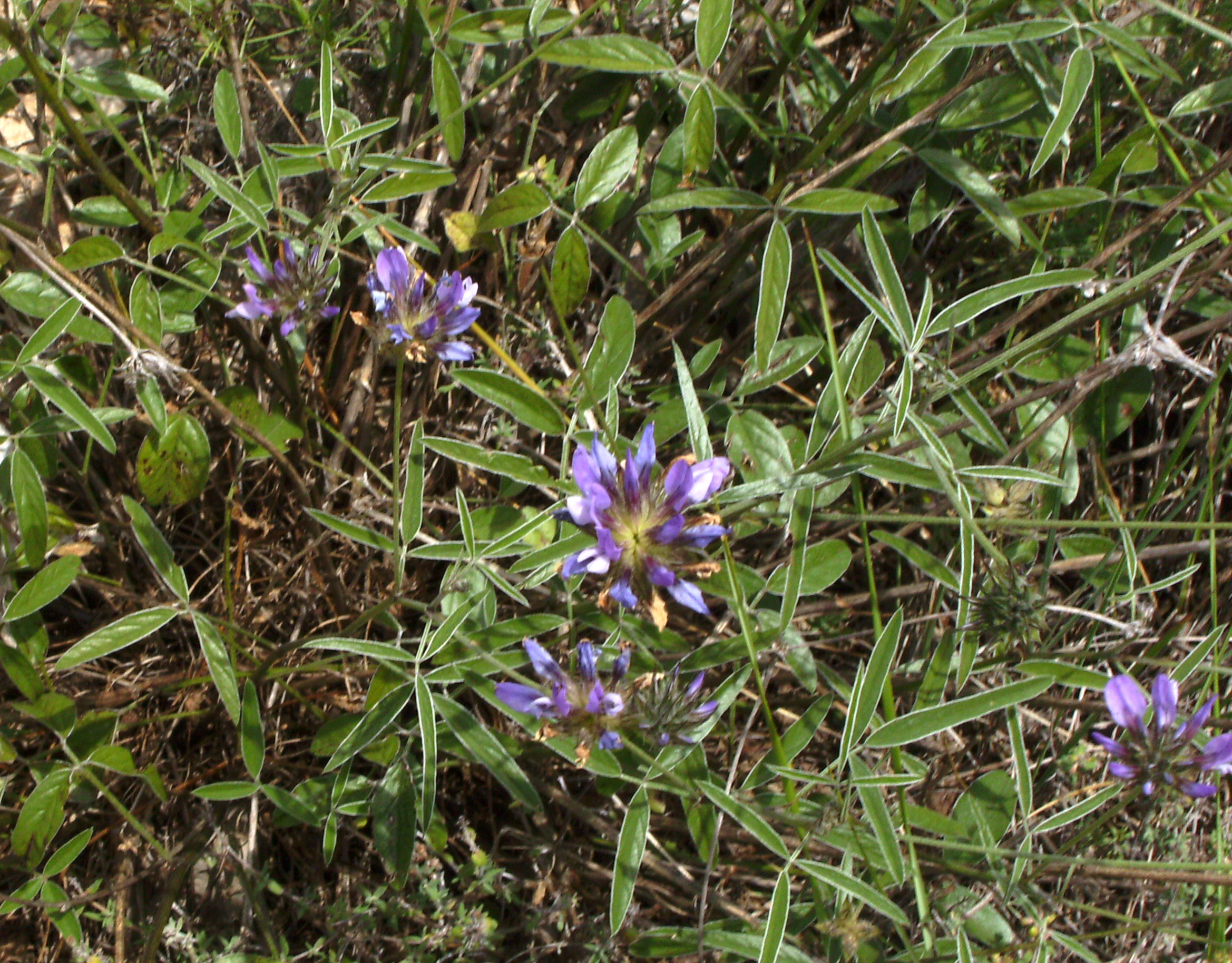
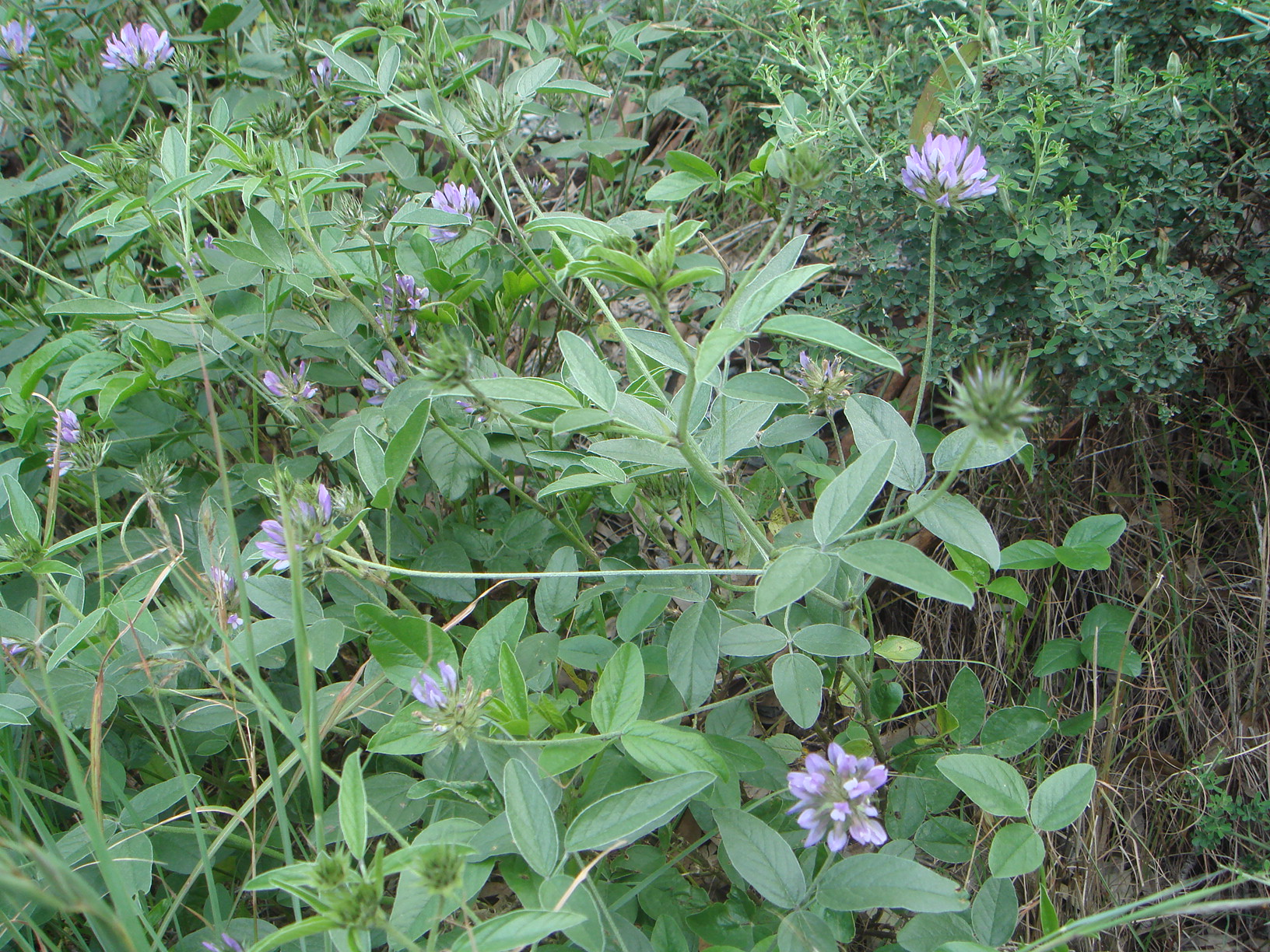
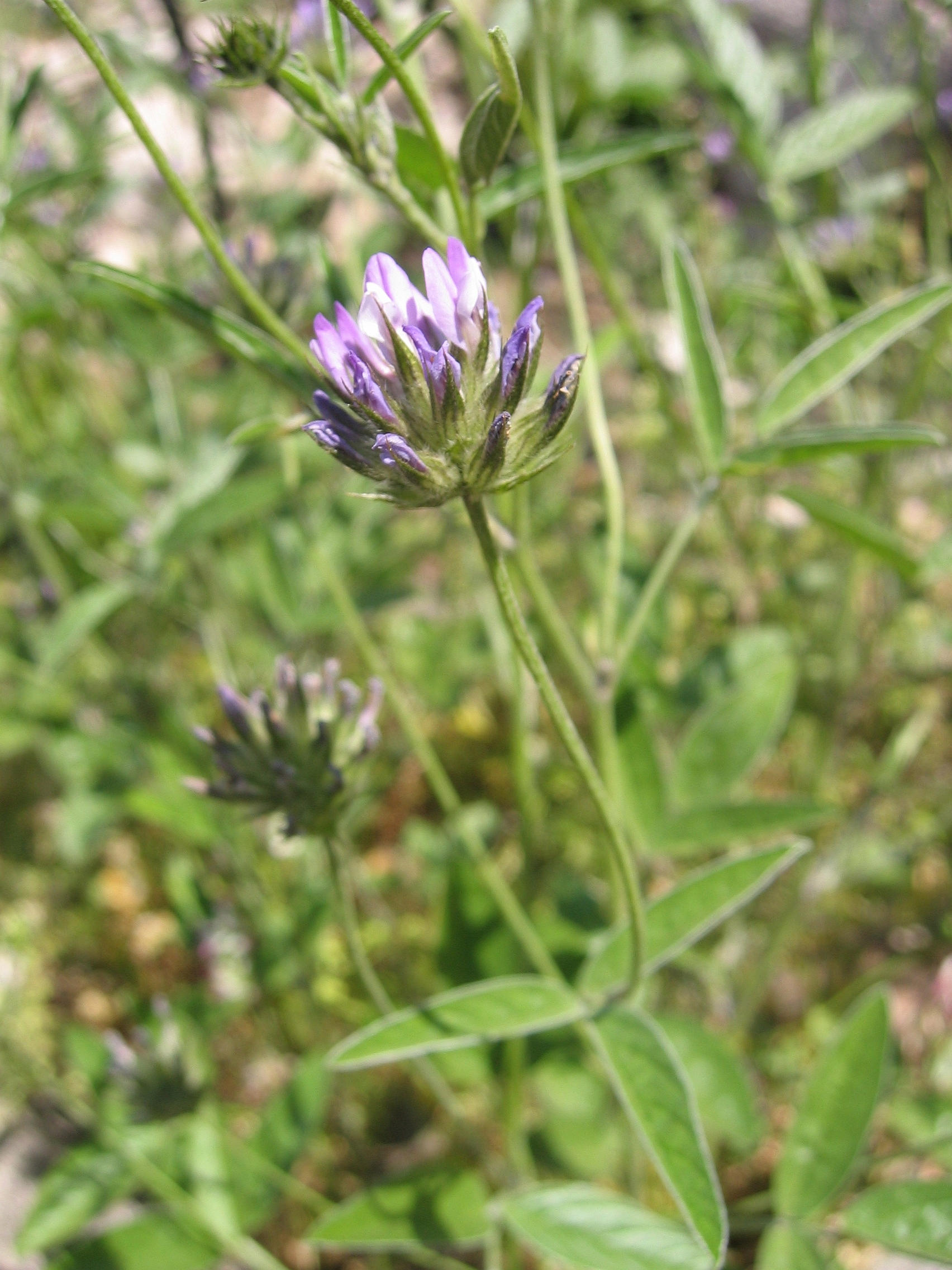

## Các loài
- Bituminaria acaulis
- Bituminaria bituminosa
- Bituminaria morisiana[1]